# Jadrići
Jadrići falu Horvátországban, a Károlyváros megyében. Közigazgatásilag  Žakanjéhoz tartozik.

## Fekvése
Károlyvárostól 20 km-re északnyugatra, községközpontjától 7 km-re délnyugatra,  a Kulpa bal partján a szlovén határ mellett fekszik.

## Története
1857-ben 54, 1910-ben 30 lakosa volt. A trianoni békeszerződésig Zágráb vármegye Károlyvárosi járásához tartozott. 2011-ben 7-en lakták.

## Lakosság
| Lakosság változása | Lakosság változása | Lakosság változása | Lakosság változása | Lakosság változása | Lakosság változása | Lakosság változása | Lakosság változása | Lakosság változása | Lakosság változása | Lakosság változása | Lakosság változása | Lakosság változása | Lakosság változása | Lakosság változása | Lakosság változása |
| ------------------ | ------------------ | ------------------ | ------------------ | ------------------ | ------------------ | ------------------ | ------------------ | ------------------ | ------------------ | ------------------ | ------------------ | ------------------ | ------------------ | ------------------ | ------------------ |
| 1857               | 1869               | 1880               | 1890               | 1900               | 1910               | 1921               | 1931               | 1948               | 1953               | 1961               | 1971               | 1981               | 1991               | 2001               | 2011               |
| 54                 | 34                 | 0                  | 44                 | 31                 | 30                 | 40                 | 46                 | 45                 | 40                 | 33                 | 32                 | 27                 | 28                 | 14                 | 7                  |